# Hans Henrik Ahlefeldt
Hans Henrik Ahlefeldt (ur. 1 marca 1656, zm. 23 marca 1720 w Hamburgu) – duński dyplomata i nadzwyczajny wysłannik Danii w Berlinie w latach 1701-1707, a w latach 1710-1714 w Hadze.